# Jerzy Choma
Jerzy Feliks Choma (ur. 1952 w Lublinie) – polski chemik, specjalista w zakresie chemii fizycznej, profesor nauk chemicznych.

## Życiorys
W 1978 ukończył studia z zakresu chemii w Wojskowej Akademii Technicznej im. Jarosława Dąbrowskiego w Warszawie. Tam też doktoryzował się (1981) i uzyskał stopień naukowy doktora habilitowanego (1985). Tytuł profesora nauk chemicznych otrzymał 31 marca 1993.
Jako naukowiec i nauczyciel akademicki związany z Wojskową Akademią Techniczną im. Jarosława Dąbrowskiego w Warszawie. W Instytucie Chemii na Wydziale Nowych Technologii i Chemii objął stanowisko profesora zwyczajnego, został także dyrektorem tego instytutu. W latach 2002–2012 pracował na stanowisku profesora zwyczajnego w Instytucie Chemii na Wydziale Matematyczno-Przyrodniczym Uniwersytetu Jana Kochanowskiego w Kielcach.
W ramach działalności naukowej podjął w 1986 ścisłą współpracę z prof. Mieczysławem Jarońcem. Autor lub współautor ponad 350 artykułów naukowych i ok. 150 komunikatów i referatów na konferencjach. W latach 1990–2016 wypromował ośmiu doktorów, sporządził również kilkadziesiąt recenzji rozpraw doktorskich i prac habilitacyjnych. Był kierownikiem i głównym wykonawcą grantów Ministerstwa Nauki i Szkolnictwa Wyższego. W 2017 kierowany przez niego pięcioosobowy zespół naukowców uzyskał grant Narodowego Centrum Nauki w kwocie 1,09 mln zł na realizację projektu Otrzymywanie i badanie adsorpcyjnych właściwości hybrydowych materiałów MOF-grafen.